# Paul Teutul, Sr.
Paul John Teutul (Yonkers, 1 de maio de 1949) é um empresário estadunidense, fundador da rede de motocicletas Orange County Choppers, junto com seus filhos Paul Teutul, Jr. e Michael Teutul. A empresa é retratada em American Chopper, um reality show que estreou em setembro de 2002 no Discovery Channel, que contribuiu para a rápida ascensão da empresa à fama.
Devido ao enorme sucesso da série, dois títulos de jogos foram lançados; incluindo o American Chopper 2: Full Throttle para GameCube, PS2 e Xbox.

## Biografia

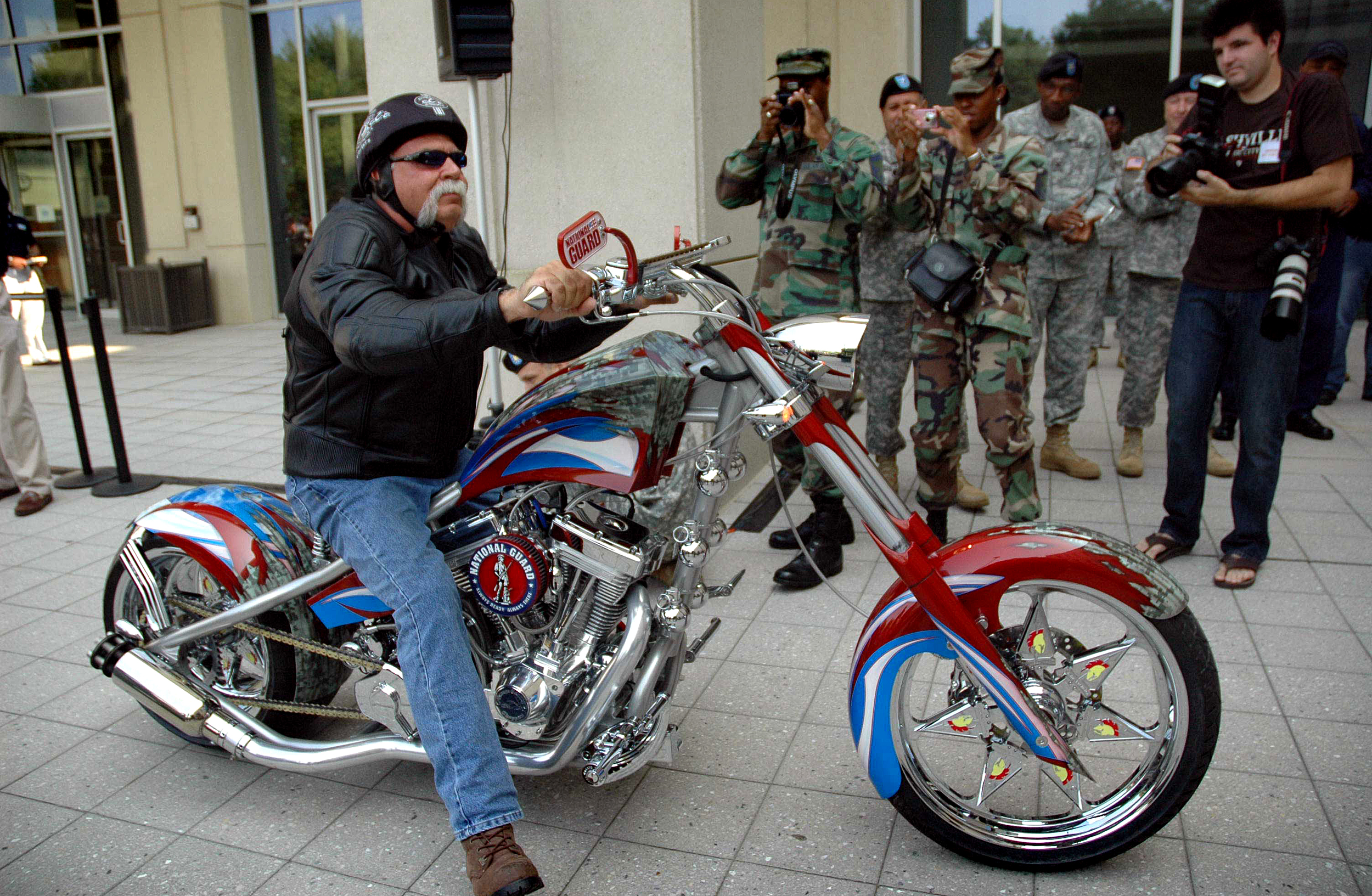
Teutul na sua "Patriot Chopper", em fevereiro de 2008.

Após retornar de sua ultima missão na Guerra do Vietnã pela Marinha Mercante, Paul Teutul chega aos Estados Unidos da América pensando em se estabilizar socialmente e financeiramente. Então ele se casa com a mulher dita 'ideal' para se formar uma família, sua amiga do colegial Paula Teutul. Paula era correta, educada e tinha bom senso de humor, diferente de Paul que é briguento e às vezes ignorante. Ele funda a empresa Orange County Iron Works (OCI), na década de 1970. no princípio, e endereço da OCI era a carroceria de sua caminhonete. Paul bebia e farreava muito, sua vida pessoal era complicada. Em 1974 Nasce seu primeiro filho Paul Teutul, Jr.. Com o nascimento de Jr., Paul busca se concentrar mais no trabalho, mas não consegue se livrar das drogas, o que faz com que ele tenha um relacionamento conturbado com seu filho. Cerca de dois anos depois do nascimento de Jr. nasce Daniel Teutul e dois anos após, nasce Michael Teutul. Quatro anos depois de Michael Teutul nasce a caçula dos Teutul, Cristin. Paul, impulsionado por seus filhos e esposa, entra em um programa de reabilitação em passos. Após 12 anos de tentativas ele finalmente consegue se manter livre das drogas. De seus filhos, os únicos que se lembram do comportamento agressivo de Paul são Jr. e Danny. Paul se concentra de vez no trabalho, e seus filhos entram no trabalho da família, Danny e Paul Jr. estão estudando e ajudando na OCI. Mike e Cristin não se juntam a eles, levando uma vida de estudo. Na década de 1990, Teutul começou a fabricar motocicletas customizadas junto a Paul Jr., como uma extensão do seu negócio do aço. No início era só um hobbie de Paul, mas o negócio rendeu frutos, então Paul fundou a Orange County Choppers. A primeira moto da empresa, "True Blue", foi lançada em 1999 durante o Daytona Bike Week. Com a OCC funcionando, Paul Sr. e Paul Jr. cuidavam de construir as motocicletas, enquanto Mike atendia o telefone e levava o lixo para fora. Danny passa a cuidar sozinho da OCI, longe das câmeras e Cristin se forma em enfermagem, trabalhando em NY.